# Photographie de paysage

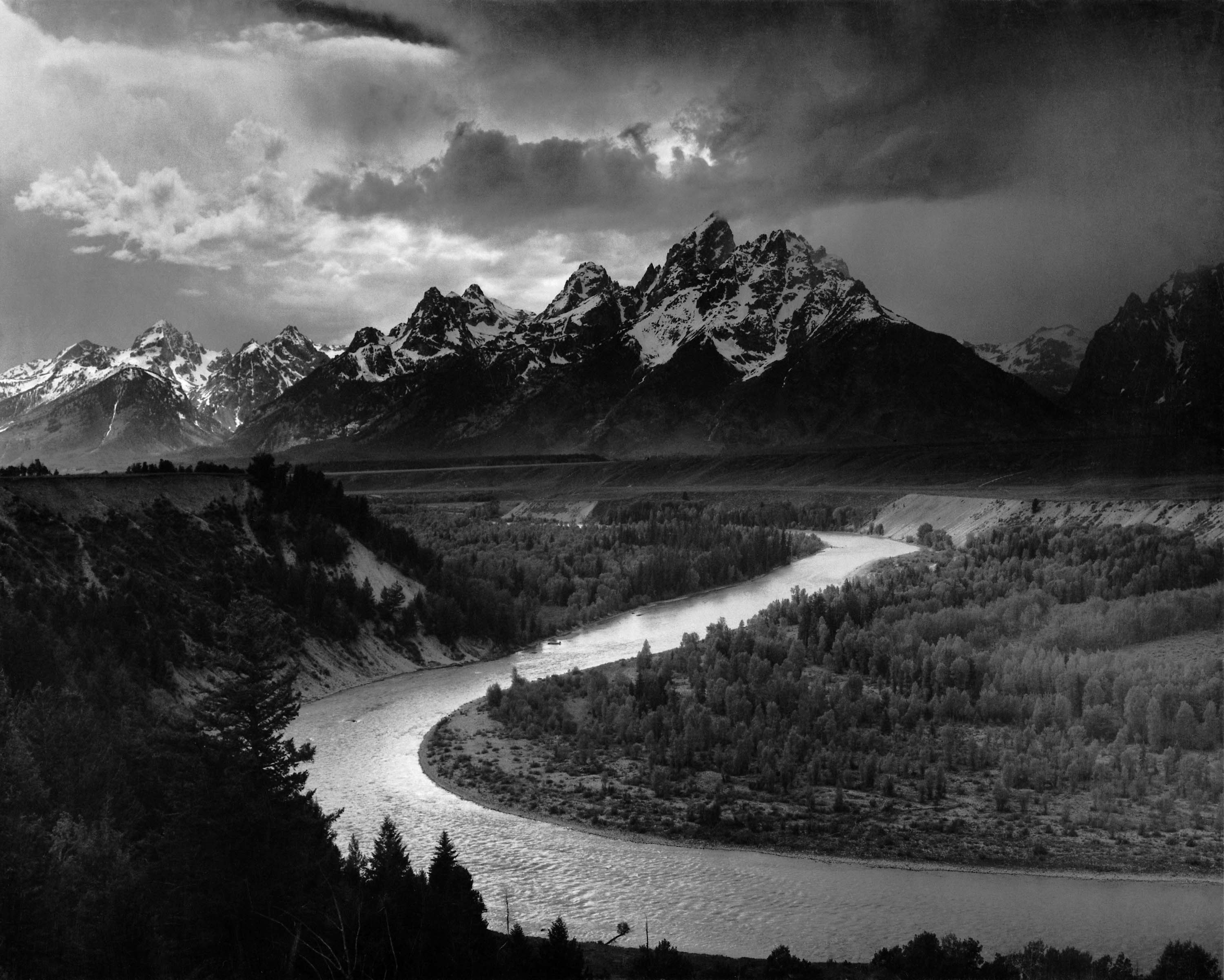
Les Tétons et la rivière du Serpent par Ansel Adams.

La photographie de paysage est un genre de photographie dont l'objet est la prise de vue de paysage.
Elle est, avec la photographie de famille et le portrait, un des genres de photographie artistique les plus pratiqués par les photographes amateurs.
Il faut distinguer la photographie de paysages naturels de celle de paysages urbains.
Parmi les grands photographes professionnels de paysage, on peut citer : Ansel Adams, Yann Arthus-Bertrand, Franco Fontana, Andreas Gursky, Peter Lik, Hervé Sentucq, etc.